# Іст-Лейк-Оріент-Парк (Флорида)
Іст-Лейк-Оріент-Парк (англ. East Lake-Orient Park) — переписна місцевість (CDP) в США, в окрузі Гіллсборо штату Флорида. Населення — 28 050 осіб (2020).

## Географія
Іст-Лейк-Оріент-Парк розташований за координатами 28°0′16″ пн. ш. 82°21′53″ зх. д. / 28.00444° пн. ш. 82.36472° зх. д. (28.004430, -82.364685).  За даними Бюро перепису населення США в 2010 році переписна місцевість мала площу 45,01 км², з яких 42,28 км² — суходіл та 2,73 км² — водойми.

## Демографія
Згідно з переписом 2010 року, у переписній місцевості мешкали 22 753 особи в 8622 домогосподарствах у складі 5577 родин. Густота населення становила 506 осіб/км².  Було 10200 помешкань (227/км²).
Расовий склад населення:
| - 45,2 % — білих - 43,8 % — чорних або афроамериканців - 2,8 % — азіатів - 0,5 % — корінних американців - 0,1 % — вихідців з тихоокеанських островів - 4,0 % — осіб інших рас |

До двох чи більше рас належало 3,7 %. Частка іспаномовних становила 17,2 % від усіх жителів.
За віковим діапазоном населення розподілялося таким чином: 27,6 % — особи молодші 18 років, 64,5 % — особи у віці 18—64 років, 7,9 % — особи у віці 65 років та старші. Медіана віку мешканця становила 31,9 року. На 100 осіб жіночої статі у переписній місцевості припадало 92,5 чоловіків;  на 100 жінок у віці від 18 років та старших — 87,6 чоловіків також старших 18 років.
Середній дохід на одне домашнє господарство  становив 45 393 долари США (медіана — 37 570), а середній дохід на одну сім'ю — 51 480 доларів (медіана — 45 181). Медіана доходів становила 32 649 доларів для чоловіків та 31 437 доларів для жінок. За межею бідності перебувало 23,8 % осіб, у тому числі 31,5 % дітей у віці до 18 років та 15,1 % осіб у віці 65 років та старших.
Цивільне працевлаштоване населення становило 11 608 осіб. Основні галузі зайнятості: освіта, охорона здоров'я та соціальна допомога — 21,1 %, науковці, спеціалісти, менеджери — 13,1 %, мистецтво, розваги та відпочинок — 13,0 %.